# Комсомольський (Моркинський район)
Комсомо́льський (рос. Комсомольский, марій. Комсомольский) — селище у складі Моркинського району Марій Ел, Росія. Входить до складу Коркатовського сільського поселення.

## Населення
Населення — 109 осіб (2010; 168 у 2002).
Національний склад (станом на 2002 рік):
- марійці — 68 %
- росіяни — 28 %